# Möllbergen
Möllbergen ist ein Ortsteil der Stadt Porta Westfalica im Kreis Minden-Lübbecke in Ostwestfalen.

## Geographie
Möllbergen liegt südlich des Wesergebirges und nördlich der Weser. Im Osten grenzt Möllbergen an den Stadtteil Veltheim, im Norden und Westen an Holzhausen, im Süden an die Weser und den Ortsteil Erder der Gemeinde Kalletal im Kreis Lippe, so wie an den Stadtteil Uffeln der Stadt Vlotho im Kreis Herford.
Das Siedlungsgebiet Möllbergens ist grob in vier Bereiche zu gliedern: Der Hauptteil des Dorfes befindet sich im Bereich Kreuzung Möllbergerstraße/Möllberger Heide. Darüber hinaus gibt es drei weitere Siedlungen: eine Siedlung im Bereich Windbrink bis Schierholz, eine im Bereich Lehmstich und eine im Bereich rund um das Bornholz. Das Siedlungsgebiet aus dem Bereich Windbrink ist im Laufe der Zeit zunehmend in Richtung Hauptort ausgedehnt worden und schließ sich heute (Stand 2024) lückenlos an diesen an.
Nahe dem geografischen Zentrum befindet sich das rund 28 Hektar große Naturschutzgebiet Rahlbruch, in welchem seit einiger Zeit versucht wird, dauerhaft Störche anzusiedeln. Nordöstlich des Ortes sowie südlich der Autobahn A 2 liegt das etwa 50 ha große Naturschutzgebiet Auf dem Sprengel.

## Geschichte
Erstmals wurde Möllbergen 1176 in einer Urkunde als Melbergen erwähnt. Möllbergen gehörte bis zu den Napoleonischen Kriegen zur Vogtei Landwehr im Amt Hausberge des Fürstentums Minden. Der Ort gehörte von 1807 bis 1813 zum Kanton Hausberge des napoleonischen Satellitenstaats Königreich Westphalen und kam 1816 zum neuen Kreis Minden. Bis 1972 bildete Möllbergen eine Gemeinde im Amt Hausberge des Kreises. Bevor die Gemeinde bei der kommunalen Neugliederung am 1. Januar 1973 Teil der Stadt Porta Westfalica wurde, hatte sie eine Fläche von 7,65 km² sowie 1652 Einwohner (31. Dezember 1972).
Am 31. Dezember 2005 hatte Möllbergen 1687 und am 31. Dezember 2017 1627 Einwohner.

## Religion

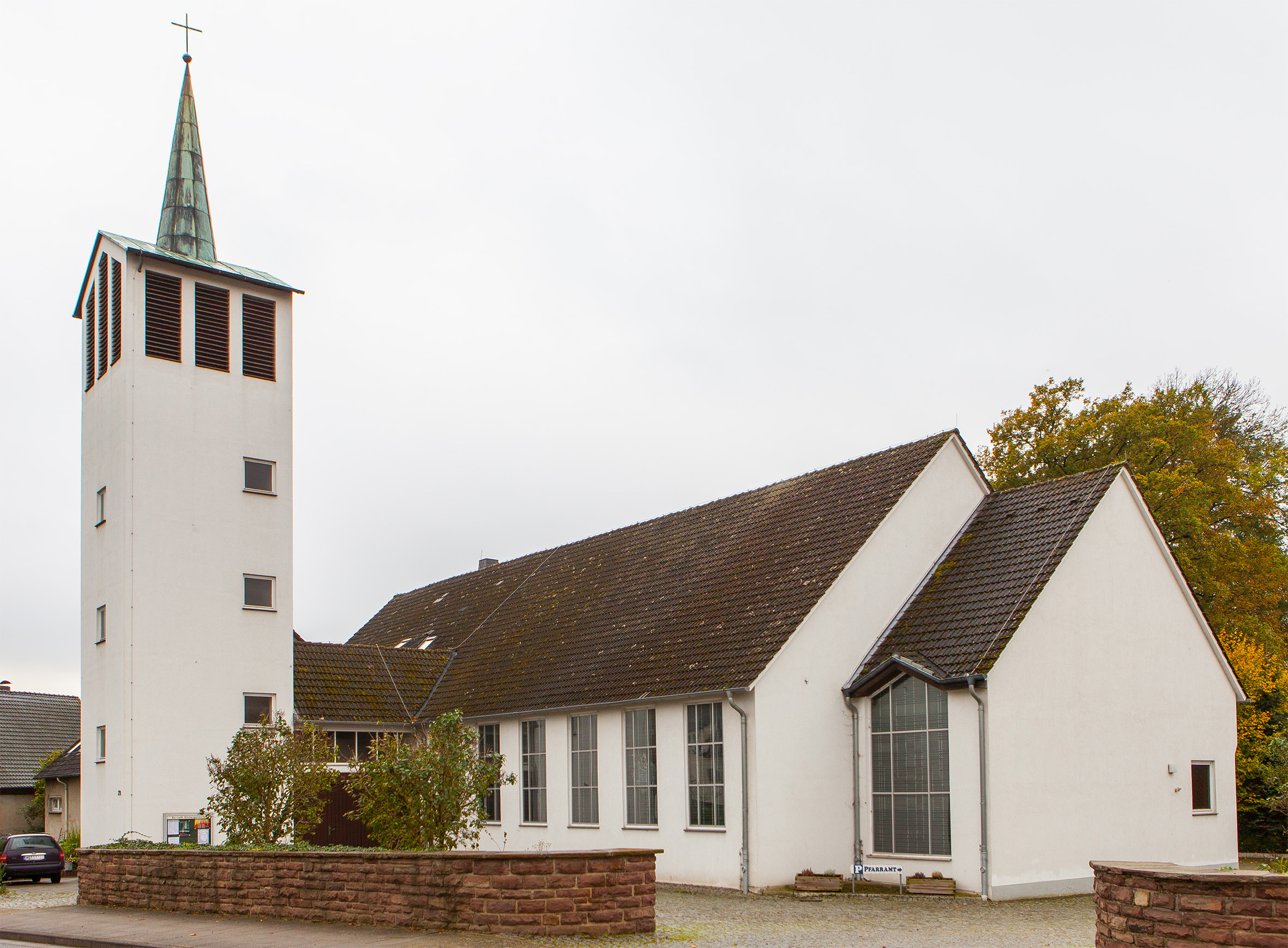
Evangelische Kirche Möllbergen

Die evangelischen Einwohner Möllbergens gehören zur Evangelisch-Lutherischen Kirchengemeinde Holzhausen an der Porta; als Zentrum für den Pfarrbezirk Möllbergen dient die Möllberger Kirche mit dem baulich damit verbundenen Gemeindehaus. Die römisch-katholischen Einwohner Möllbergens gehören zur katholischen Kirchengemeinde St. Walburga.

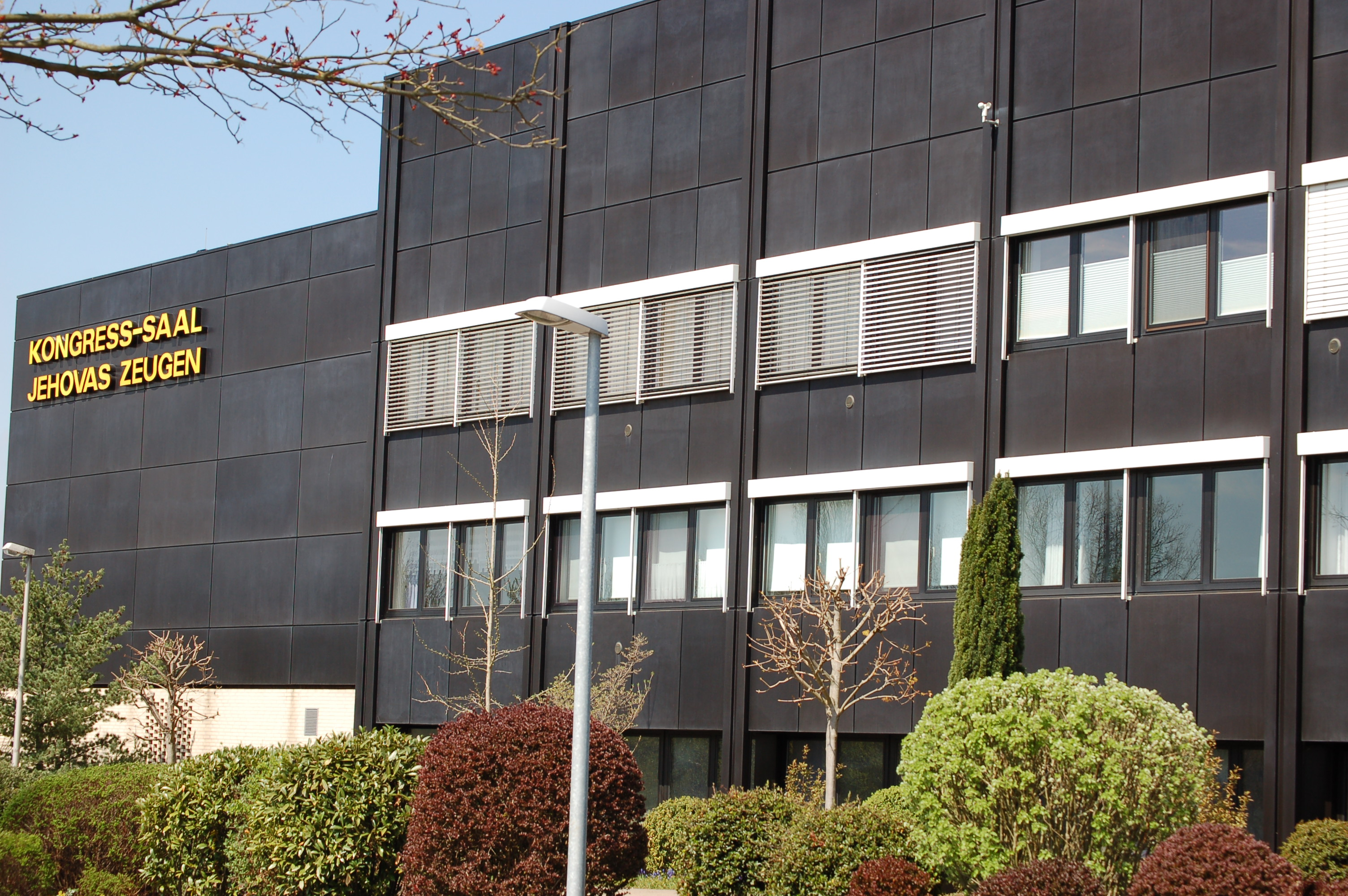
Kongresssaal der Zeugen Jehovas

Die Zeugen Jehovas betrieben einen Kongresssaal in Möllbergen, in dem regelmäßig überregionale Treffen der Religionsgemeinschaft stattgefunden haben. Seit 2023 steht das Gebäude zum Verkauf.

## Politik
Möllbergen gehört mit Vennebeck, Holtrup und Costedt zum Bezirksausschuss VI der Stadt Porta Westfalica. Vorsitzender ist Siegfried Linder (SPD).

## Verkehr
Der Radfernweg Weserradweg führt durch den Stadtteil. Die Bundesautobahn 2 ist 5 km entfernt.

## Wahrzeichen

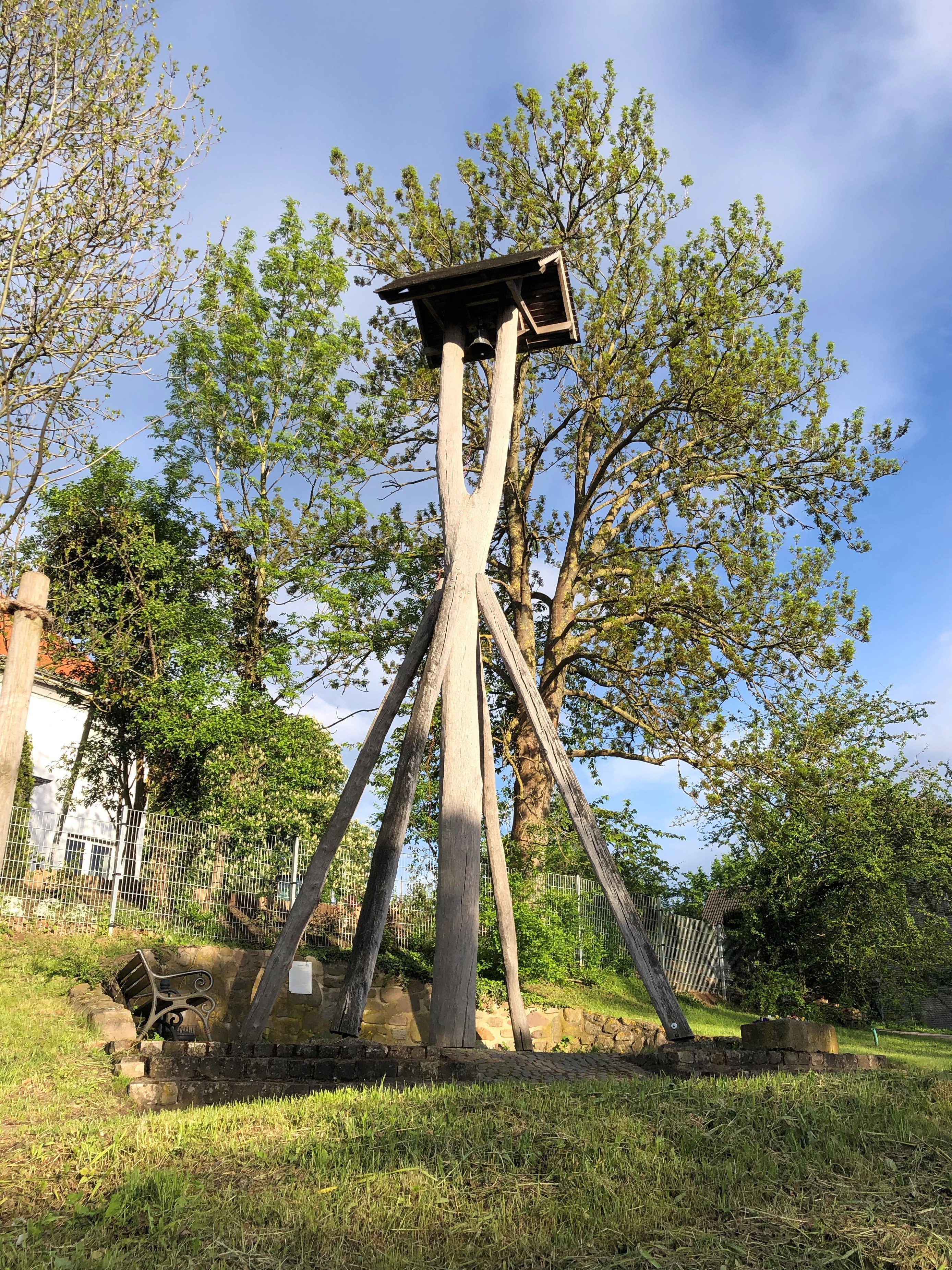
Glocke mit Glockenstuhl der Dorfglocke in Möllbergen (Mai 2021)

Eine im Jahr 1400 gegossene Dorfglocke dient seit ihrer Wiedererrichtung im Jahre 2001 als Wahrzeichen des Ortes. Sie befindet sich in einem zwillenförmigen Eichenstamm mit Überdach auf einer Anhöhe in der Mitte des Dorfes und wird nur am Neujahrstag um 11:00 Uhr geläutet.

## Sport
- Möllbergen hat seit 2012 keine Grundschule mehr. Das Areal der Schule mit angeschlossener Turnhalle und Großfeld-Rasen-Sportplatz, Schießstand und Sportheim wurde von den örtlichen Vereinen Tus 09 Möllbergen, Dorfverein, Schützenverein, Kyffhäuser Kameradschaft und dem Kindergarten „Löwenzahn“ zu einem Vereinszentrum mit Großsporthalle umgebaut. In der sogenannten „Sparkassen-Arena“ finden zu Handballspielen rund 400 Zuschauer Platz. Weiterhin verfügt das neue Vereinszentrum über einen Gymnastikraum, eine Physiopraxis und einen hochmodernen Luftdruckwaffenschießstand.
- Der TuS 09 Möllbergen stellt unter anderem eine Oberliga-, eine Bezirksliga- und eine Kreisliga-Herren- sowie eine Verbandsliga- und Kreisliga-Damen-Handball-Mannschaft.

## Persönlichkeiten, die in Möllbergen geboren wurden
- Theodor Braun (1833–1911), evangelischer Theologe
- Heinz Schürmann (1922–2010), deutscher Unternehmer, Gründer von Schüco und Granini
- Dierk Homeyer (* 1955), Politiker
- Horst Mensching (1921–2008), Geograph und Geomorphologe sowie Hochschullehrer an der Universität Hamburg